# Babtschynzi
Babtschynzi (ukrainisch Бабчинці; russisch Бабчинцы Babtschinzy) ist ein Dorf im Südwesten der ukrainischen Oblast Winnyzja mit etwa 2500 Einwohnern.
Das Dorf wurde im 14. Jahrhundert zum ersten Mal schriftlich erwähnt und liegt am Fluss Buschanka (Бушанка) an der ukrainischen Territorialstraße T-0218, 27 Kilometer östlich der Rajonshauptstadt Mohyliw-Podilskyj und 93 Kilometer südwestlich der Oblasthauptstadt Winnyzja. Zwischen 1923 und 1931 war der Ort das Zentrum des Rajons Babtschynzi (Бабчинецький район).

## Verwaltungsgliederung
Am 8. September 2016 wurde das Dorf zum Zentrum der neugegründeten Landgemeinde Babtschynzi (Бабчинецька сільська громада/Babtschynezka silska hromada). Zu dieser zählten auch die Dörfer Bukatynka, Hamuliwka, Majorschtschyna, Nowe Schyttja, Waslujiwka und Wyla-Jaruski, bis dahin bildete es zusammen mit den Dörfern Hamuliwka, Majorschtschyna, Nowe Schyttja und Waslujiwka die gleichnamige Landratsgemeinde Babtschynzi (Бабчинецька сільська рада/Babtschynezka silska rada) im Süden des Rajons Tscherniwzi.
Am 17. August 2018 kamen noch das Dorf Mojiwka sowie die Ansiedlung Stepne zum Gemeindegebiet, am 12. Juni 2020 noch die 4 in der untenstehenden Tabelle aufgelisteten Dörfer.
Am 17. Juli 2020 kam es im Zuge einer großen Rajonsreform zum Anschluss des Rajonsgebietes an den Rajon Mohyliw-Podilskyj.
Folgende Orte sind neben dem Hauptort Babtschynzi Teil der Gemeinde:
| Name                     | Name          | Name                            |
| ukrainisch transkribiert | ukrainisch    | russisch                        |
| ------------------------ | ------------- | ------------------------------- |
| Bandryschiwka            | Бандишівка    | Бандышовка (Bandryschowka)      |
| Bukatynka                | Букатинка     | Букатинка (Bukatinka)           |
| Hamuliwka                | Гамулівка     | Гамулевка (Gamulewka)           |
| Majorschtschyna          | Майорщина     | Майорщина (Majorschtschina)     |
| Merwynzi                 | Мервинці      | Мервинцы (Merwinzy)             |
| Mojiwka                  | Моївка        | Моевка (Mojewka)                |
| Nowe Schyttja            | Нове Життя    | Нове Життя (Nowe Schittja)      |
| Nowomykilsk              | Новомикільськ | Новоникольск (Nowonikolsk)      |
| Stepne                   | Степне        | Степное (Stepnoje)              |
| Waslujiwka               | Вазлуївка     | Вазлуевка (Waslujewka)          |
| Witriwka                 | Вітрівка      | Ветровка (Wetrowka)             |
| Wyla-Jaruski             | Вила-Ярузькі  | Вила-Яругские (Wila-Jarugskije) |